# Трансаква
Трансаква (итал. Transacqua) је насеље у Италији у округу Тренто, региону Трентино-Јужни Тирол.
Према процени из 2011. у насељу је живело 2021 становника. Насеље се налази на надморској висини од 719 м.

## Становништво
Према резултатима пописа становништва 2011. у општини је живело 2.136 становника.
| 1931. | 1936. | 1951. | 1961. | 1971. | 1981. | 1991. | 2001. | 2011. |
| ----- | ----- | ----- | ----- | ----- | ----- | ----- | ----- | ----- |
| 1.500 | 1.383 | 1.576 | 1.639 | 1.645 | 1.784 | 1.785 | 1.940 | 2.136 |